# Inocencia (novela)
Inocencia es una novela de 1986 de la autora británica Penelope Fitzgerald. Ambientada en Italia, es una comedia costumbrista sobre el matrimonio de la joven hija de una antigua pero empobrecida familia aristocrática, y un joven neurólogo que ha intentado aislarse de las emociones. "Inocencia" es la primera de un grupo de cuatro novelas históricas escritas por Fitzgerald al final de su carrera. Fue su primer libro publicado en Estados Unidos.

## Contexto
Fitzgerald había visitado Italia con frecuencia durante los años 1949-83, incluida su tardía luna de miel con Desmond (que había pasado parte de la Segunda Guerra Mundial en Italia), y un viaje en solitario en 1976, cuando Desmond se estaba muriendo, por insistencia de éste. Los Fitzgerald habían publicado ficción italiana en World Review en la década de 1950. Fitzgerald conocía al comunista Cesare Pavese.

## Recepción
The result is as satisfying as it is entertaining.
John GrossNew York Times